# Emmanuel Gault
Pour les articles homonymes, voir Gault.
Emmanuel Gault, né le 28 novembre 1976, est un enseignant et sportif français, spécialiste de trail et course en montagne.

## Résultats
| no  | masculin           | Course                               | Longueur | Départ          | Temps            |
| --- | ------------------ | ------------------------------------ | -------- | --------------- | ---------------- |
| 1er | Médaille d'or      | Éco-trail de Paris                   | 80 km    | 14 mars 2009    | 6 h 02 min 51 s  |
| 2e  | Médaille d'argent  | Saintélyon                           | 69 km    | 6 décembre 2009 | 5 h 05 min 44 s  |
| 2e  | Médaille d'argent  | Éco-trail de Paris                   | 80 km    | 20 mars 2010    | 6 h 08 min 58 s  |
| 3e  | Médaille de bronze | Grand Trail des Templiers            | 70 km    | 24 octobre 2010 | 6 h 45 min 31 s  |
| 2e  | Médaille d'argent  | Éco-trail de Paris                   | 80 km    | 26 mars 2011    | 6 h 36 min 42 s  |
| 1er | Médaille d'or      | CCC                                  | 98 km    | 26 août 2011    | 10 h 10 min 25 s |
| 2e  | Médaille d'argent  | Saintélyon                           | 68 km    | 4 décembre 2011 | 5 h 05 min 09 s  |
| 2e  | Médaille d'argent  | Éco-trail de Paris                   | 80 km    | 24 mars 2012    | 5 h 53 min 37 s  |
| 1er | Médaille d'or      | Trail Verbier St-Bernard - La Boucle | 110 km   | 7 juillet 2012  | 14 h 5 min 37 s  |
| 1er | Médaille d'or      | Saintélyon                           | 70 km    | 2 décembre 2012 | 5 h 16 min 02 s  |
| 2e  | Médaille d'argent  | Saintélyon                           | 75 km    | 8 décembre 2013 | 5 h 44 min 34 s  |
| 1er | Médaille d'or      | Éco-trail de Paris                   | 80 km    | 29 mars 2014    | 5 h 40 min 25 s  |
| 2e  | Médaille d'argent  | Saintélyon                           | 75 km    | 7 décembre 2014 | 5 h 20 min 58 s  |
| 1er | Médaille d'or      | Éco-trail de Paris                   | 80 km    | 21 mars 2015    | 5 h 35 min 02 s  |
| 3e  | Médaille de bronze | Éco-trail de Paris                   | 80 km    | 19 mars 2016    | 5 h 31 min 07 s  |
| 1er | Médaille d'or      | Éco-trail de Paris                   | 80 km    | 18 mars 2017    | 5 h 48 min 30 s  |
| 2e  | Médaille d'argent  | Éco-trail de Paris                   | 80 km    | 17 mars 2018    | 6 h 05 min 07 s  |
| 2e  | Médaille d'argent  | Grand Trail du Saint-Jacques         | 81 km    | 14 juin 2025    | 8 h 7 min 40 s   |